# 石井広三
石井 広三（いしい こうぞう、1977年8月15日 - 2012年7月5日）は、日本のプロボクサー。天熊丸木ボクシングジム所属。元OPBF東洋太平洋スーパーバンタム級王者。

## 来歴
1977年8月15日、三重県桑名郡木曽岬町出身。弥富高等学校に野球推薦で入学も、上下関係が合わず1年で中退。野球部同期生に的場寛壱、渡辺博がいる。実家の建築業を手伝いながら辰吉丈一郎に憧れボクシングを志す。天熊丸木ボクシングジムへ入門し、1995年7月15日、デビュー戦。岡田孝生を2回KOで退けフェザー級でデビューを飾る。
1996年11月2日、7勝3KOの成績で中部代表として西部新人王パンサー柳田と争うも、6回判定で敗れ西軍代表戦進出はならなかった。その後14連勝11KOと連勝街道を進み、 1999年8月8日、愛知県体育館にて、レイナンテ・ハミリが返上し空位のOPBF東洋太平洋スーパーバンタム級王者決定戦に出場。ディノ・オリベッティを初回KOで倒し戴冠。東海地方のジム所属初の東洋王者となった。
1999年11月21日、東洋タイトルを返上し名古屋市総合体育館でWBA世界スーパーバンタム級王者ネストール・ガルサに挑戦。ダウン寸前まで追い込み、11ラウンド終了時点の採点では1-1とスプリットデシジョンで、12回を取ればタイトル奪取だったが、最終回、果敢な攻撃戦法を取るも、ガルサに逆転のTKOで敗れ戴冠ならず。この試合は1999年の年間最高試合に選ばれた（プロ・アマチュア年間表彰の項を参照）。
ガルサ戦以後は2連勝で再度の世界挑戦をと意気込み、WBA世界スーパーバンタム級暫定王者アントニオ・セルメニョに挑戦する予定だったが、セルメニョが刑事事件で逮捕され、来日不能となったために設けられた暫定王者決定戦を2000年11月23日、ヨベル・オルテガと争うも腰の疲労骨折の影響もあってか、11回TKOで敗れ戴冠ならず。
2003年9月7日、その後8連勝でWBC世界スーパーバンタム級王者オスカー・ラリオスに名古屋市総合体育館で挑戦も2回TKOで敗れタイトル奪取ならず。翌年日本王者中島吉謙に挑戦予定も椎間板ヘルニアにより出場できず引退を表明。
引退後は所属していた天熊丸木ボクシングジムでトレーナー経験を積み、桑名市でKOZO BOXING FITNESS GYMを独立開設し後進の育成に努めていたが、2012年7月5日急逝。関係者によれば死因は交通事故という。34歳没。
10歳の時に自らのジムに入門し、指導していた中谷潤人（M.T）が2020年11月6日、世界ボクシング機構（WBO）フライ級世界王者となり、生前の石井が果たせなかった世界王座の夢を実現させることとなった。

## 脚註
1. ↑  世界挑戦3度 石井広三さん交通事故死 日刊スポーツ 2012年7月7日閲覧
2. ↑  "新世界王者の中谷潤人「会長に出会ってなかったら今何を…」34歳で早世の恩師からの"贈り物"左フックで夢を結実". 中日新聞. 中日新聞社. 7 November 2020. 2020年11月7日閲覧。